# Wauwatosa
Wauwatosa – miasto w hrabstwie Milwaukee, stanie Wisconsin, USA, nad rzeką Menomonee River. Wchodzące w skład obszaru metropolitalnego miasta Milwaukee. Według spisu z 2006 r. 44 798 mieszkańców.

## Historia
Osada została założona w 1835 roku przez 18 rodzin osadników w miejscu nazwanym Wau-wau-too-sa. Nazwa pochodzi od słowa z języka indiańskiego plemienia Potawatomi, oznaczającego świetlika. Według spisu z 1840 miało już 342 mieszkańców. W 1892 miejscowość stała się miasteczkiem (town), a w roku 1897 status został zmieniony na miasto (city). W latach 50. XX wieku granice miasta zostały rozszerzone. Największy rozkwit miasta miał miejsce w latach 60. i na początku 70. Wtedy to liczba populacji wynosiła ponad 58 tys.

## Znane osoby związane z miastem
- Matthew Busche - kolarz
- Devin Harris - koszykarz
- Julius Peter Heil - Gubernator stanu Wisconsin
- Tony Smith - koszykarz
- Brad Rowe - aktor
- Spencer Tracy - aktor
- Scott Walker - Gubernator stanu Wisconsin